# 盧修一
盧修一（1941年5月22日—1998年8月6日），是一位出身臺灣北部三芝地區的政治學學者、政治人物和白色恐怖受難者。 他曾在中國文化大學、國立清華大學等擔任教師，也曾擔任民主進步黨籍立法委員。他曾在蔣經國政府時期的1980年代因與史明書信往來等，遭臺灣警備總司令部與法務部調查局等單位逮捕拘禁。他在晚年罹患癌症，但前往臺北縣縣長候選人蘇貞昌競選公開集會場合跪下懇求大眾支持對方；這個事件被認為對該次選舉的結果有重大影響。

## 生平
1941年，盧修一出生於臺北州淡水郡三芝庄北新庄地區。 他的父系家族來自福建泉州同安縣，在17世紀末遷居當地。 他的父親盧振榮在1947年3月過世。 他的母親葉蜜在貧困中將他照顧成人。
後來，他先後畢業於國立政治大學、中國文化學院政治研究所、巴黎大學等。 他曾自雷鳴遠神父主持的基金會獲取獎學金，前往魯汶天主教大學留學。 他在歐洲留學時，受當地多位臺灣裔同學及學術界等風氣影響，政治立場由支持中國國民黨在臺灣進行的黨國體制政治，轉向積極從事社會主義和臺灣本土政治運動等。
1972年，他在法國透過劉重次與陳郁秀相識並開始交往，後於1974年於巴黎辦理公證結婚。
他在1975年返回臺灣。 1977年至1978年，他在中國文化學院政治系擔任專任副教授，並兼任該校（夜間部）行政管理系主任暨推廣教育中心主任。
1979年9月，他再度前往巴黎，後於隔年12月以論文《日據時代台灣共產黨史1928-1932》通過博士學位論文口試，取得巴黎大學政治學博士學位。 紀業馬是他有關研究計畫的指導教授。
1983年1月8日，他因被懷疑與臺灣獨立運動人士史明聯絡，遭臺灣警備總司令部逮捕。 經軍事法庭審判，他和前田光枝及柯泗濱被認定為「涉嫌叛亂」，前田光枝被驅逐出境，他和柯泗濱被判處感化教育3年。 他被拘禁於臺灣仁愛教育實驗所。 他於1986年3月2日被釋放。 後來，他獲聘為國立清華大學副教授。
1988年，他接受姚嘉文的邀請，在民主進步黨擔任該黨之中央黨部外交部主任。
在1989年中華民國立法委員選舉競選過程中，他參選臺北縣立法委員；他加入新國家連線，與該團體其他成員共同提出「建立東方瑞士」的政見。 在往後的立法委員任期內，他與新潮流系成員共組「白鷺鷥連線」，並與賴勁麟、李文忠、林錫耀、陳景峻、陳世榮、陳文治、沈發惠等發生有關互動。
1993年，他與妻子陳郁秀成立「白鷺鷥文教基金會」，致力於推廣臺灣本土文化。
1997年11月28日，即該年臺北縣長選舉投票日前一日的晚上，他雖在不久前接受化療，不顧醫師勸阻而出席候選人蘇貞昌在板橋市舉行的最後一場造勢晚會。在晚會現場，他突然在現場群眾面前跪下，懇求群眾支持蘇貞昌；稍後，有關新聞不斷重播。
1998年8月6日，在家人的陪伴下，他因癌症病逝於位在臺北關渡的和信醫院。

## 家庭
盧修一妻子為鋼琴家陳郁秀，育有二女一子，長女為鋼琴家盧佳慧、次女為小提琴家盧佳君、長子盧佳德。

## 著作與撰文
- 1966，《連雅堂民族思想之研究》，中國文化學院政治學系研究所碩士論文。
- 1988，〈法國第五共和下的左派〉，國立政治大學國際關係研究中心。
- 1989，《獄中沈思路》，前衛出版社。
- 1989，《出頭天》，盧修一、周慧瑛聯合服務處。
- 1989，《日據時期台灣共產黨史︰1928~1932》，自由時代出版社。

## 選舉紀錄
| 年度 | 選舉屆數                     | 選舉區           | 所屬政黨   | 得票數  | 得票率 | 當選標記 | 備註 |
| ---- | ---------------------------- | ---------------- | ---------- | ------- | ------ | -------- | ---- |
| 1989 | 第一屆立法委員第六次增額選舉 | 臺灣省第一選舉區 | 民主進步黨 | 94,543  | 8.52%  |          |      |
| 1992 | 第二屆立法委員選舉           | 臺北縣選舉區     | 民主進步黨 | 119,661 | 8.42%  |          |      |
| 1995 | 第三屆立法委員選舉           | 臺北縣選舉區     | 民主進步黨 | 75,203  | 5.31%  |          |      |

## 衍生作品
台視《台灣真女人》第14集〈鋼琴家與她的刮鬍刀〉為盧修一和陳郁秀的故事。